# Palmira, regina di Persia

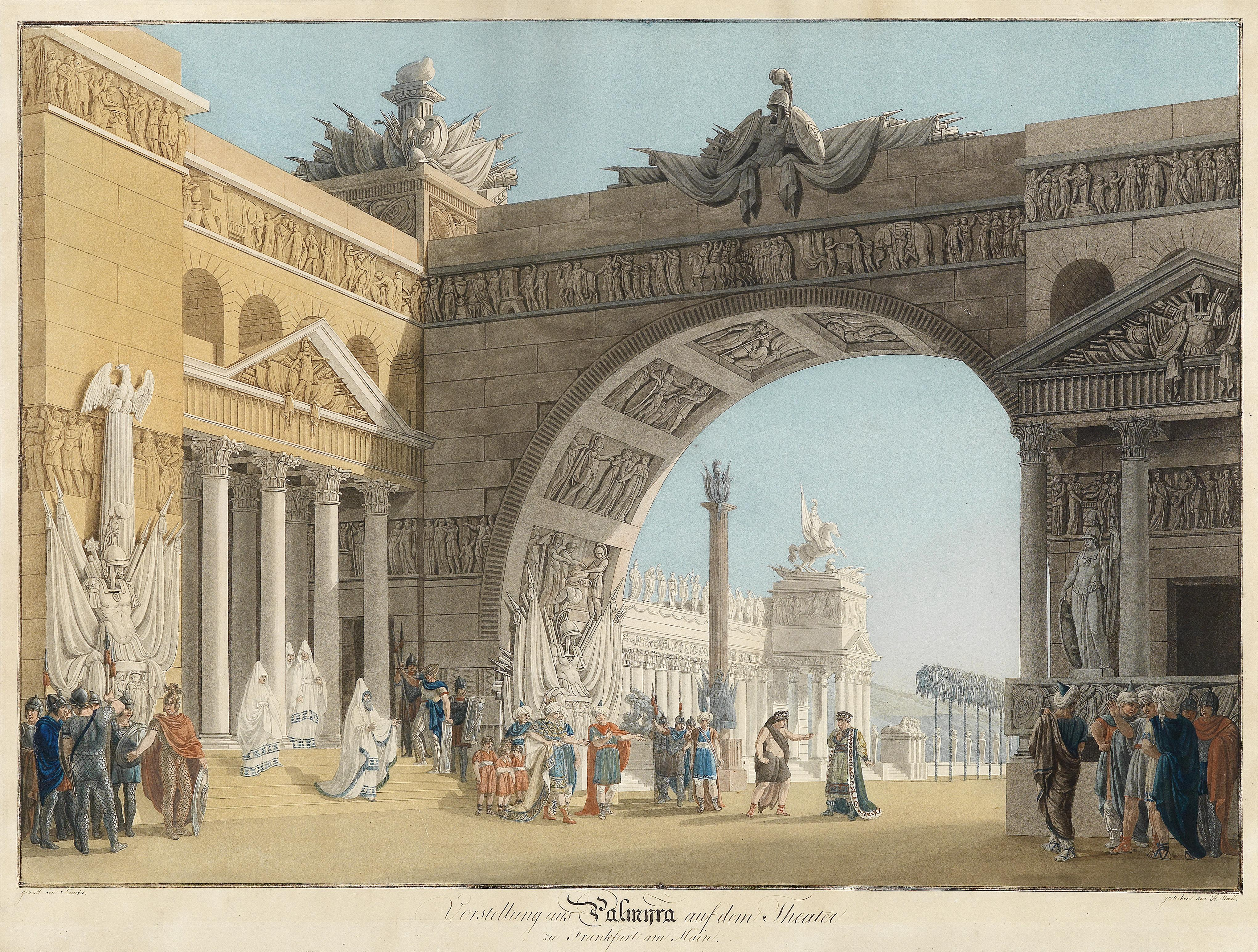
Anton Radl stage design Palmyra.

Palmira, regina di Persia é uma ópera do compositor italiano Antonio Salieri. Um dramma eroicomico em dois atos, tem libreto de Giovanni de Gamerra.
Salieri combinou elementos da ópera cômica e da ópera heroica para produzir uma obra que foi um sucesso popular desde sua primeira performance, parcialmente devido à encenação grandiosa que ela exige.
Foi executada pela primeira vez no Kärntnertortheater, em Viena, a 14 de outubro de 1795, e foi encenada 39 vezes na capital austríaca entre aquela data e 1798. Também foi apresentada na Alemanha, em tradução para o idioma local.
A ópera se passa na antiga Pérsia; três reis, chegando respectivamente sobre um camelo, um elefante e um cavalo, disputam a honra de matar um monstro e conquistar a mão da princesa persa Palmira.

## Papeis
| Papel                  | Voz     | Estreia, 14 de outubro de 1795 (Maestro: - ) |
| ---------------------- | ------- | -------------------------------------------- |
| Alto sacerdote         | baixo   |                                              |
| Palmira, uma princesa  | soprano |                                              |
| Alderano, Rei do Egito | baixo   |                                              |
| Oronte, Rei da Cítia   | baixo   |                                              |
| Alcidoro, Rei da Índia | tenor   |                                              |
| Dario, Rei da Pérsia   | baixo   |                                              |